# Emeopedus papuanus
Emeopedus papuanus är en skalbaggsart som beskrevs av Stefan von Breuning 1959. Emeopedus papuanus ingår i släktet Emeopedus och familjen långhorningar. Inga underarter finns listade i Catalogue of Life.